# Сор (Азербайджан)
Сор (азерб. Sor), до 1992 года — Цур (азерб. Tsur) — село в Бинадересинском сельском административно-территориальном округе Ходжавендского района Азербайджана.

## Этимология
Согласно Энциклопедическому словарю топонимов Азербайджана, слово сор в топонимике тюркоязычных народов как географический термин означает «солёное озеро», «болото», «маленькое озеро», «нижнее место, подножие». Согласно этому же словарю, населённый пункт стал называться Тсур после того, как там в 20-е годы XX века поселились пришедшие из Ирана армянские семьи, однако в 1992 году селу было возвращено его прежнее название. Решением Милли Меджлиса Азербайджанской Республики № 428 от 29 декабря 1992 года село Тсур Ходжавендского района было названо селом Сор.

## География
Село Сор входит в состав Бинадересинского сельского административно-территориального округа Ходжавендского района, при этом в состав этого сельского административно-территориального округа входит также и село Бинадереси, которое является центром этого сельского административно-территориального округа. Село расположено в подножиях Карабахского хребта.

## История
Согласно Энциклопедическому словарю топонимов Азербайджана, населённый пункт стал называться Тсур после того как там в 20-е годы XX века поселились пришедшие из Ирана армянские семьи.
В Советское время село называлось Цур, входило в состав Баназурского сельсовета Гадрутского района Нагорно-Карабахской автономной области (НКАО) Азербайджанской ССР.
2 сентября 1991 года на совместной сессии Нагорно-Карабахского областного и Шаумяновского районного Советов народных депутатов была принята Декларация о провозглашении Нагорно-Карабахской Республики в границах Нагорно-Карабахской автономной области (НКАО) и сопредельного Шаумяновского района Азербайджанской ССР.
26 ноября 1991 года Верховный Совет Азербайджанский Республики принял Закон «Об упразднении Нагорно-Карабахской автономной области Азербайджанской Республики». В этом Законе помимо упразднения Нагорно-Карабахской Автономной Области (НКАО), было постановлено в том числе также и переименование Мартунинского района в Ходжаведский, упразднение Гадрутского района и присоединение территории Гадрутского района в состав Ходжавендского района. Решением Милли Меджлиса Азербайджанской Республики № 428 от 29 декабря 1992 года село Цур или Тсур Ходжавендского района было названо селом Сор, а село Баназур Ходжавендского района было названо селом Бинадереси. В настоящее время это село Сор и входит в состав Бинадересинского сельского административно-территориального округа Ходжавендского района Азербайджана.
В результате Карабахского конфликта село в начале 1990-х годов попало под контроль непризнанной Нагорно-Карабахской Республики (НКР) и согласно административно-территориальному делению непризнанной республики стало входить в состав Гадрутского района НКР, называясь Цор (арм. Ցոր).
9 октября 2020 года, во время Второй Карабахской войны, Президент Азербайджана Ильхам Алиев объявил об восстановлении контроля над селом Сур или Сор.

## Население
По состоянию на 1 января 1933 года в селе проживало 718 человек (154 хозяйства), все — армяне.